# La Chapelle-Enchérie
La Chapelle-Enchérie è un comune francese di 183 abitanti situato nel dipartimento del Loir-et-Cher nella regione del Centro-Valle della Loira.

## Società

### Evoluzione demografica
Abitanti censiti